# Conquista española de la Argentina
El período de la conquista española en el territorio de la actual República Argentina fue un largo espacio de tiempo que ocupó casi todo el siglo XVI, durante el cual el reino de Castilla exploró, colonizó e incorporó a su soberanía gran parte del territorio que actualmente forma parte de la Argentina. La historiografía denominó al primero de estos procesos como «descubrimiento», debido al hecho de que hasta esa época las culturas africanas, asiaticopacíficas y europeas desconocían la existencia de estas tierras y las poblaciones allí existentes.
La conquista del sector español del actual territorio argentino comenzó desde cuatro direcciones: desde el noroeste por la puna jujeña, desde el noreste por Asunción, desde el sudeste por el Río de la Plata, y desde el oeste por Chile, región con la cual la actual región de Cuyo se mantendría en estrecha relación. Estos territorios no formaron ninguna entidad unificada: se organizaron como varios territorios que, con diverso grado de autonomía, formaban parte del Virreinato del Perú; la unificación en una sola entidad administrativa no se produciría hasta el último cuarto del siglo XVIII.
Durante largo tiempo, el territorio más valioso fue el noroeste de la actual Argentina, donde vivían la mayor parte de las poblaciones nativas. En ese sector, el Imperio español ingresó y se instaló precariamente en un sector del territorio con epicentro en la región de Tucma, que sería castellanizado como «Tucumán», no pudiendo establecer plenamente su dominio debido a la resistencia diaguita que tuvo su apogeo en las Guerras calchaquíes (1560-1667).
Un gran sector del actual territorio argentino no fue conquistado ni colonizado por el Imperio español, principalmente la región pampeana –exceptuando una franja no muy ancha junto al Río de la Plata y los ríos Paraná y Tercero– la Patagonia oriental dominada por distintas fracciones de la cultura tehuelche, y la llanura chaqueña, dominada por las poblaciones guaycurúes y wichis –exceptuando partes de Santiago del Estero. Estos territorios serían conquistados por los argentinos en el siglo XIX, luego de la independencia. Durante este período inicial, tampoco estaba incorporada a la administración colonial la mayor parte de la región mesopotámica, como tampoco lo estaba la Banda Oriental.
Durante este primer siglo posterior a la llegada de los españoles a América se produjo una catástrofe demográfica. La mortandad indígena causó a su vez, sobre el final de la etapa, la importación de esclavos negros secuestrados en África.
La fecha inicial se establece en 1516, año de la expedición de Juan Díaz de Solís, primer explorador español en visitar la zona del Río de la Plata. La fecha final se establece en torno al año 1593, en que terminó la etapa de las fundaciones de las ciudades españolas que serían más tarde capitales de las provincias argentinas, y fueron nombrados los dos primeros gobernadores nacidos en América en las dos provincias entonces existentes: Hernandarias y Fernando de Zárate.

## El Descubrimiento

Planisferio de Cantino (1502), muestra la Línea de Tordesillas con la que se dividió el mundo en 1494. Sería aproximadamente el meridiano 60 en medidas actuales. En su extremo inferior izquierdo puede verse en blanco la zona (aún ignota por entonces) en la que se encontraba el actual territorio argentino.

Los primeros europeos que llegaron al área en donde está situada la Argentina lo hicieron buscando un paso hacia Asia: por entonces, América era solo un obstáculo entre España y las riquezas de la Especiería, Catay y Cipango en Asia. La zona, además, estaba ubicada aproximadamente sobre la Línea de Tordesillas, límite no bien establecido de reparto de las áreas de navegación y conquista pactadas entre España y Portugal y, por lo tanto, tenía para ambos países la condición de frontera aún no ocupada. 
Tras los primeros veinte años de exploraciones, a mediados de los años 1530 se produjeron las primeras incursiones españolas en la región del Río de la Plata. En 1536 los españoles fundaron una población precaria llamada Real de Nuestra Señora Santa María del Buen Ayre, que fue arrasada por los tehuelches septentrionales –conocidos también como querandíes o pampas. Parte de esta corriente logró fundar Asunción y asentarse allí, de donde partió, en el último cuarto del de siglo, una nueva corriente para fundar Buenos Aires en 1580. A pesar de ello casi toda la región pampeana quedó bajo dominio tehuelche.

### Descubrimiento del Río de la Plata

#### Viajes de Américo Vespucio
Aunque existen muchas discusiones sobre la autenticidad de los viajes de Américo Vespucio, conocido por sus famosas seis cartas o mapas (en la cuarta, llamada Mundus Novus, es donde denomina «Nuevo Mundo» a la tierra a la que llegó Colón), varios historiadores defienden que participó de la primera expedición europea (portuguesa) en llegar al actual territorio argentino o más bien a las aguas del Río de la Plata y a las de la patagonia oriental, en 1502. De esa expedición no se guarda registro del nombre del capitán (según algunos autores fue Gonzalo Coelho), ni del piloto, ni de ninguno de los expedicionarios con excepción de Vespucio. En una de sus cartas Vespucio describe un río que, por su ancho, no puede ser ningún otro que el Río de la Plata:[cita requerida]

Pasado este cabo entra un río de mas de veinte leguas de ancho, a do[nde] hay gentes que comen carne humana.

No obstante, existe una controversia en la tradición historiográfica –antigua y aún no resuelta– sobre la veracidad o no de los viajes de Vespucio al territorio rioplatense: varios historiadores dudan en la identificación de lo descrito supuestamente por Vespucio, o incluso de la autoría de la carta referida al Río de la Plata, considerándola apócrifa. En esa carta, Vespucio afirmaba haber llegado hasta los 52°S, pero también afirmaba haber perdido de vista la costa a los 32°S, a la altura de la costa del actual Río Grande (Brasil). Por otro lado, en ningún párrafo de su carta menciona paisajes esteparios o áridos como los que debería haber visto al sur del Río de la Plata, especialmente en la región patagónica.

#### Juan Díaz de Solís
En marzo de 1516, el piloto mayor del reino de Castilla, Juan Díaz de Solís, que había sucedido en ese cargo a Vespucio, fallecido el mes anterior, firmó con el rey Fernando una capitulación para llevar adelante una exploración al sur de América del Sur, en busca de determinar con exactitud la línea de Tordesillas y buscar un paso entre los océanos. Existen indicios de que Solís ya había visitado la región en viajes anteriores, quizá al servicio del rey de Portugal, que había enviado varias direcciones anteriores al viaje de Solís como piloto mayor,entre ellas la de Estevão Frois, uno de los capitanes a quien  se atribuye una posible expedición que habría precedido a la de Solís al Río de la Plata. Solís no solamente se tomó más de dos años para zarpar, sino que viajó con sólo dos barcos y tardó un año y medio en recorrer de norte a sur las costas de los actuales Brasil y Uruguay, tomando mediciones astronómicas y revisando con cuidado cada entrada del mar en la costa.
Viendo las dimensiones del Río de la Plata, se desvió hacia el oeste, recorriendo en febrero de 1516 la costa norte del río, al que denominó Mar Dulce, y llegó hasta la isla Martín García. Allí desembarcó para enterrar a uno de los miembros de su tripulación, convirtiéndose en el primer europeo del que tengamos constancia segura de que haya pisado suelo actualmente argentino. Luego navegó un breve trecho del río Uruguay y desembarcó en sus costas, donde fue tomado prisionero y enseguida muerto por una banda de charrúas, o bien de guaraníes, en la playa de lo que hoy se conoce como Punta Gorda, en la República Oriental del Uruguay. Los tripulantes que no habían desembarcado pudieron observar desde sus barcos cómo el Piloto Mayor y sus acompañantes eran asados y devorados por los indígenas.
Uno de los marineros que habían desembarcado con Solís, quizá un muy joven grumete, Francisco del Puerto, fue protegido por los indígenas y salvó la vida, pero quedó en tierra cuando sus compañeros huyeron. Al regresar a España, una de las naves naufragó frente a la isla de Santa Catalina (actual Brasil), quedando abandonados allí 18 náufragos. Uno de ellos, Alejo o Aleixo García, fue el primero en conocer la leyenda del Rey Blanco, un monarca de un país tan rico en plata que estaba recubierto en ese metal, origen a su vez del término Argentina. Alejo García realizó una excursión a las tierras del Rey Blanco, con un grupo de guaraníes, llegando hasta zonas cercanas al cerro Rico de Potosí, donde se hizo de un enorme tesoro de piezas de plata. En el camino de vuelta, sin embargo, murió en un combate con los indios payaguás; los indígenas conservaron el relato de su aventura.

#### Expedición de Magallanes y Elcano
En 1519 y 1520 Hernando de Magallanes, en el primer y famoso viaje de circunnavegación del mundo, recorrió toda la costa de la actual Argentina. Tras recorrer brevemente el «río de Solís», pasó el invierno en Puerto San Julián, donde –sin aviso previo– se presentaron algunos indígenas, de los cuales los españoles dijeron más tarde que eran mucho más altos que ellos, catalogandolos como «gigantes». Eran Tehuelches –actualmente denominados por su autoetnónimo tsonk– a los que por su altura denominó como «patagones», quizás sobre la base de un personaje de ficción de la época, mencionado en una novela de caballerías o cantar de gesta. Al llegar la primavera, Magallanes continuó su recorrido por la costa patagónica y el 21 de octubre de 1520, tras sufrir una violenta tormenta que dispersó sus naves, descubrió la entrada del estrecho que lleva su nombre, al cual ingresó con viento a favor –situación poco frecuente– y logró cruzarlo. Se cree que naves de su expedición, dispersadas por causa del temporal, podrían haber llegado a las islas Malvinas.
En el territorio que observaba al sur del estrecho no vio habitantes, pero sí fuegos encendidos, por lo que lo llamó «Tierra del Fuego». El resto de su viaje es conocido: fue en busca de las islas de las especias, y en una de ellas murió a manos de los nativos; uno de sus segundos, Juan Sebastián Elcano, logró llegar de vuelta a España después de haber dado la primera vuelta al mundo. En su expedición viajó el cronista Antonio Pigafetta, autor de las primeras descripciones geográficas del país.
En 1525 fray García Jofre de Loaísa dirigió una expedición que recorrió la Patagonia e incluso se establecieron brevemente en el puerto Santa Cruz para reparar dos naves.

### Expedición de Gaboto

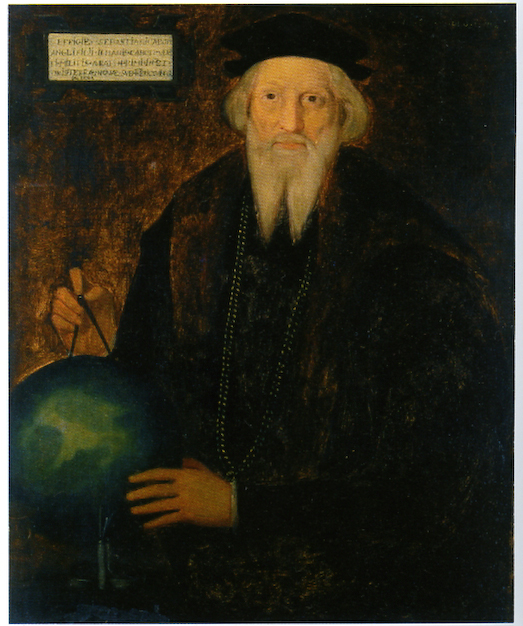
Sebastián Gaboto.

En 1526, nuevo piloto mayor del Rey, el italiano Sebastián Gaboto, firmó una capitulación con la Corona de Castilla para repetir el viaje de Magallanes y Elcano hasta las islas Molucas, y también a Catay y Cipango, nombres que recibían en esa época China y Japón. Zarpó poco después de Sanlúcar de Barrameda con doscientos hombres, embarcados en tres naos y una carabela.
Llegado a Pernambuco, se interesó por los relatos de los indígenas acerca de un territorio inmensamente rico, donde la plata abundaba; de modo que decidió dejar de lado el acuerdo con el Rey y abandonar el viaje a las Molucas. Tras arrestar a los capitanes que se le oponían y dejarlos en tierra con los indígenas, reinició su viaje. Al llegar a la isla de Santa Catarina tomó contacto con los guaraníes que habían pertenecido a la expedición de Alejo García y llevado los tesoros de plata. También supo que se podía llegar a las tierras del Rey Blanco por un ancho río, el río de Solís, que se internaba hacia una tierra llamada «Sierra del Plata».
En abril de 1527 Gaboto ingresó al Río de la Plata y el 6 de abril estableció una pequeña fortaleza llamada San Lázaro, cerca de la actual ciudad de Carmelo (Uruguay). Allí encontró a Francisco del Puerto, sobreviviente de la expedición de Solís, quien vivía con los charrúas y le confirmó la existencia de un Imperio de Plata, aguas arriba. De modo que abandonó sus planes de circunnavegación y entró en el Río de Solís a bordo de unos barquitos de menor calado que se construyeron en San Lázaro, mientras los venidos de España, que no podían penetrar el Paraná, quedaron en el puerto de San Salvador, junto a San Lázaro. El 9 de junio de 1527 Gaboto ordenó establecer un fuerte al que llamó Sancti Spiritus, primer asentamiento europeo en el actual territorio argentino, cerca de la actual ciudad de Coronda (Santa Fe), en la boca del río Carcarañá. Los recién llegados no tuvieron problemas para edificar el asentamiento: a diferencia de la expedición de Solís, Gaboto traía –junto a los soldados y marineros– carpinteros, calafateros, herreros, cirujanos, un clérigo, un tesorero y un escribano. Sostuvo por un tiempo relaciones amistosas con sus vecinos indígenas, que le proveían alimentos a cambio de anzuelos, cuchillos y otras herramientas de hierro. De todos modos, el establecimiento no era una ciudad: como estaba en la región sin autorización real, estaba impedido de fundar ciudades.
Desde Sancti Spiritus, Gaboto mandó tres expediciones; de dos de ellas nada se supo, pero la tercera, comandada por Francisco César, llegó a unas sierras –probablemente las sierras de Córdoba– donde encontraron un pueblo, probablemente los henia-kamiare, o «comechingones», que «cuidaban carneros de la tierra de cuya lana hacían ropas bien tejidas», posiblemente también obra de diaguitas. Recogieron también piezas de plata provenientes del norte.
Gaboto remontó el río Paraná llegando hasta Itatí, en una expedición en que el hambre fue su característica más notable. Luego remontó el río Paraguay, ingresando aguas arriba por el río Bermejo, pero, debido a la resistencia de los agacés –rama de los payaguás, división a su vez de los guaycurúes– contra los hambreados españoles, volvió a Sancti Spiritus. Allí se encontró con otro expedicionario español, Diego García de Moguer.
García de Moguer y Gaboto habían competido entre sí desde su salida simultánea de España; ambos tenían como misión dirigirse a las Molucas. Diego García de Moguer se demoró en Santa Catalina, pero decidió, al igual que Gaboto, alterar sus planes para internarse en el continente americano en busca del Rey Blanco y sus riquezas en plata. Al entrar por el río de Solís, lo denominó por primera vez Río de la Plata, asociándolo inconfundiblemente con la razón de su expedición. Tomó prisioneros a gran cantidad de indígenas –posiblemente charrúas o guaraníes– y los envió como esclavos a España en una carabela, siguiendo viaje aguas arriba con algunos de sus hombres en un pequeño bergantín, hasta llegar a Sancti Spiritus.
Inicialmente, García de Moguer y Gaboto discutieron sobre quién de los dos tenía derecho de conquista. Pero poco después se asociaron para llevar adelante una exploración con siete bergantines, que se construyeron en el fuerte. La expedición duró solamente dos meses, y no obtuvo ningún resultado. A su regreso a la población, decidieron explorar la sierra y la «ciudad de los Césares», pero antes trasladar los buques a San Lázaro, dejando una pequeña guarnición en Sancti Spiritus al mando de Gregorio Caro. En septiembre de 1529, los indios chandules –una fracción de los guaraníes– atacaron a la pequeña guarnición de españoles y la destruyeron. Aunque García de Moguer y Gaboto pensaron inicialmente en refundar Sancti Spiritus, finalmente decidieron retirarse definitivamente a España, donde difundieron las noticias sobre el Rey Blanco y el Río de la Plata. Portugueses y españoles aceleraron entonces los planes para tomar posesión de esa región, que ambos consideraban estaba de su lado de la Línea de Tordesillas.
En 1531 Portugal envió una gran expedición al mando de Martín Alfonso de Souza para tomar posesión del Río de la Plata y expulsar a los españoles. Llegó hasta la isla Martín García, que rebautizó Santa Ana. Se internó por el río Paraná y se enteró de que los españoles del fuerte Sancti Spiritus habían sido derrotados. Decidió entonces retirarse al cabo de Santa María –donde actualmente se encuentra La Paloma, Uruguay. Allí tomó mediciones astronómicas y llegó a la conclusión de que estaba del lado español de la Línea de Tordesillas, por lo que volvió a Portugal sin realizar fundación alguna.

### Incursión española en el Río de la Plata

División de América del Sur según las capitulaciones reales de 1534 a 1539.

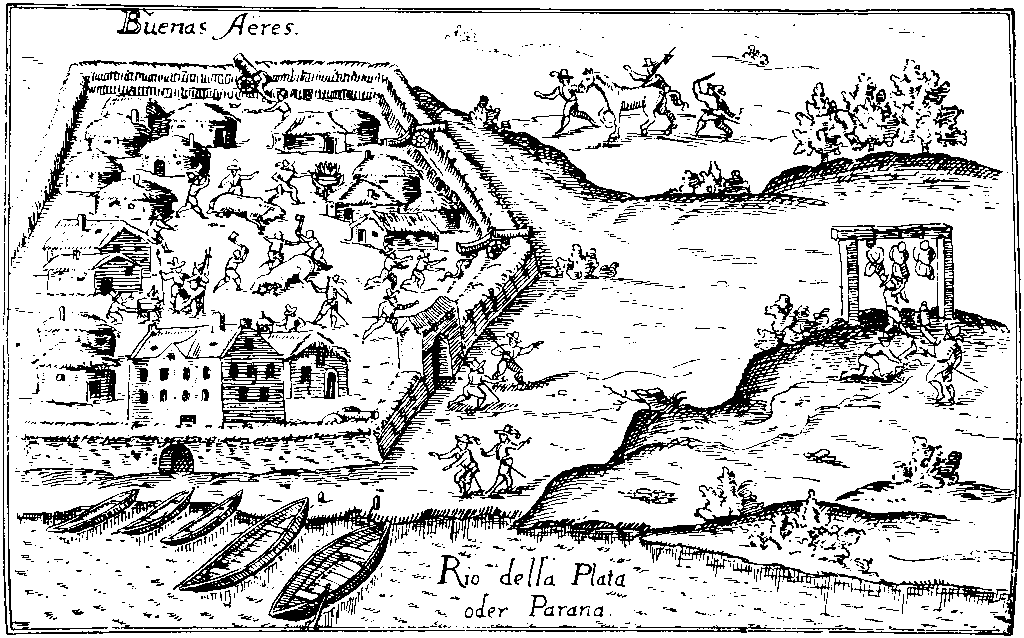
Buenos Aires, poco después de su primera fundación en 1536.

Luego de la Conquista del Perú en 1532, el emperador Carlos V recibió noticias de que los portugueses establecidos en el Brasil –es decir, la parte de Sudamérica al este de la línea de Tordesillas– estaban haciendo incursiones hacia el oeste, acercándose a las posesiones españolas y a los yacimientos de plata y oro. Dado que la diplomacia por sí sola no era suficiente para frenar las ambiciones portuguesas fuera del territorio que les correspondía por el laudo papal de Tordesillas, dividió los territorios al sur del continente en sectores separados, que atrajeran a distintos conquistadores. El resultado fue la división del subcontinente en secciones limitadas por paralelos que iban desde el Océano Atlántico al Pacífico, dejando afuera las posesiones portuguesas. Firmó entonces una serie de «capitulaciones», concedidas al mejor postor para su exploración y conquista.
En 1534, el territorio sudamericano al sur de la línea ecuatorial fue dividido en cinco secciones: el primero, al norte del Cuzco, a Francisco Pizarro, sector llamado Nueva Castilla; el segundo, al sur de la misma ciudad –e incluyendo al extremo noroeste de la actual Argentina– a Diego de Almagro, sector llamado Nueva Toledo; el tercer sector –que incluía la mayor parte del actual norte argentino, la mitad norte de la región pampeana y las provincias de Cuyo– a Pedro de Mendoza, con el nombre de Nueva Andalucía; al sur de este otro a Simón de Alcazaba, llamado Nueva León; y por último un sector asignado a Pedro Sancho de la Hoz, que incluía la mitad sur de la actual provincia de Santa Cruz y proseguía hasta la tierra incógnita al sur del estrecho de Magallanes. Los sectores estaban asignados por longitud en leguas, ya que se desconocía por completo la mayor parte de la geografía de la zona.
Pedro de Mendoza era un noble perteneciente a una de las familias más poderosas de Castilla, y se había distinguido por su participación en las guerras de Italia a órdenes directas del Emperador. Buscando un ambiente que lo curase de la sífilis contraída en las campañas militares, encabezó personalmente la ocupación del territorio que le había sido asignado. Llegó al Río de la Plata en febrero de 1536 y fundó el  Real de Nuestra Señora Santa María del Buen Ayre –en honor a la virgen de Bonaria de la ciudad de Cagliari en Cerdeña, patrona de los navegantes– en la margen derecha del Río de la Plata, no muy lejos de donde el ancho estuario se convierte en el delta del Paraná. Oficialmente se ha establecido que la ciudad se habría asentado en el actual Parque Lezama de Buenos Aires, aunque la exactitud de la información está aún puesta en duda.
El trato con los pampas y querandíes que habitaban el área fue al comienzo cordial, abasteciéndose la expedición de víveres gracias a ellos; pero estos pueblos eran nómadas y llevaban una economía de subsistencia, por lo que pronto las relaciones se tensaron debido a que los españoles demandaban lo que los «indios» no tenían para dar. Así, mientras los capitanes de la expedición recorrían la región en busca de oro y plata, quienes se quedaron en la ciudad guerreaban constantemente con los locales. En esta situación tras una cruel matanza de aborígenes, éstos cercaron la ciudad, llevando a sus ocupantes a la hambruna y el canibalismo. Juan de Ayolas, segundo al mando de Mendoza, llevó una expedición por el río Paraná, donde fundó el fuerte Corpus Christi, en tierras de los indígenas timbúes, cerca de las ruinas de Sancti Spiritus. De allí volvió con sus barcos cargados de maíz y carne salada, con lo que logró ganar tiempo en Buenos Aires.
La intención de Mendoza no era quedarse en Buenos Aires, sino remontar el río Paraná en busca de la sierra de la Plata. Primeramente, acompañado por Ayolas, remontó el río Paraná, nuevamente hasta el área de los timbúes, donde fundó el puerto de Nuestra Señora de Buena Esperanza; considerando imposible seguir debido a su estado de salud, envió a Ayolas a buscar su objetivo, mientras él regresaba a Buenos Aires, donde ya había sido levantado el cerco de los indígenas pero el hambre había también regresado. De modo que algunas semanas más tarde, sin noticias de Ayolas, envió tras de él a su hermano Gonzalo de Mendoza y a Juan de Salazar Espinosa. Poco después, tras nombrar a Ayolas su sucesor y a Francisco Ruiz Galán gobernador de Buenos Aires, Pedro de Mendoza partió de regreso a España, muriendo de sífilis en el trayecto.
Ayolas había avanzado con lentitud pero con éxito: remontó el Paraná, luego el Paraguay, y se detuvo un tiempo frente a la confluencia de éste con el río Pilcomayo, donde estaba una de las mayores concentraciones humanas del subcontinente, la de los indígenas carios, de estirpe guaraní, agricultores organizados que se concentraban en esa zona. Tras asegurarse alimentos de parte de los carios, continuó su viaje río Paraguay arriba, hasta que le quedó claro que no era el camino a la sierra de la Plata, que quedaba al oeste. Entonces fundó el fuerte Nuestra Señora de la Candelaria, desde donde saldría por tierra en dirección al Alto Perú, dejando a cargo del fuerte y de las naves a un oficial que antes de ser militar había sido escribano, y que había sido escogido por Mendoza para acompañarlo a las Indias por su elegante letra en los documentos: Domingo Martínez de Irala.
Por su parte, Ayolas llegó al Alto Perú, descubriendo la ansiada «Sierra del Plata» –en realidad el Cerro Rico de Potosí– a la que otra expedición española había arribado con anterioridad. Por su extraordinaria riqueza en plata, Potosí se convirtió en el centro económico de la dominación española en América del Sur. Ayolas logró regresar a Candelaria, pero no encontró allí a Irala ni a sus hombres, que habían ido a Asunción a buscar alimentos; los indígenas, posiblemente payaguás, creyeron que Ayolas no les pagaría por sus servicios, de modo que lo mataron junto a todos sus acompañantes. Irala tardaría muchos años en enterarse.

### Exploración del Tucumán
En este período el Imperio español intentó conquistar la región de Tucma, nombre que los españoles terminaron castellanizando como Tucumán. La región estaba poblada por una serie de señoríos agrícolas pertenecientes a las etnias diaguita, omaguaca, tonocoté y atacameño, que tenía una población aproximada de medio millón de personas. Los españoles fundaron algunas ciudades (Santiago del Estero en 1553, Londres en 1558, San Miguel de Tucumán en 1565, Nuestra Señora de Talavera en 1567, Córdoba en 1573, Salta en 1582, San Salvador de Jujuy en 1593), pero la resistencia diaguita, especialmente a través de las Guerras calchaquíes, les impediría completar la dominación del territorio hasta las décadas finales del siglo siguiente.
El interior argentino comenzó a ser explorado poco después de la conquista del Perú: en 1535 Diego de Almagro recorrió el norte en busca de un paso hacia Chile, pero no dejó ninguna fundación ni descripción de lo que recorrió.
En 1543, Diego de Rojas obtuvo del gobernador del Perú una autorización para hacer una expedición al sur de los territorios españoles, en busca de la ciudad de los césares, sin saber que ese nombre correspondía al cerro Rico de Potosí; como casi todas las demás expediciones de la época, era una expedición privada, en la que Rojas y otros dos inversores aportaron 30 000 pesos cada uno. La perspectiva de encontrar grandes riquezas les facilitó la búsqueda de voluntarios: con él marcharon 300 españoles, cien esclavos negros y una gran cantidad de yanaconas, quizá hasta 10 000 de ellos. Llevaban armamento español e indígena, y 200 caballos.
Rojas y su gente ingresaron a la región por la Puna, iniciando lo que se conoce históricamente como la Gran Entrada; luchando frecuentemente con los indígenas que hallaba a su paso, recorrió los valles Calchaquíes, bajó de las montañas al sur de la actual provincia de Tucumán, y de allí llegó hasta las sierras de Guasayán, donde murió a manos de los juríes por una flecha envenenada.
Bajo la dirección de Francisco de Mendoza, la expedición marchó hacia el sudeste, enfrentando una intensa resistencia de los indígenas, en particular de los comechingones, y alcanzó el río Paraná en el punto donde había estado el fuerte de Sancti Spiritus. Convencidos de que las riquezas que habían ido a buscar no existían, los propios expedicionarios asesinaron a Mendoza, acusándolo de tratarlos despóticamente, y regresaron al Perú. Fueron estos expedicionarios quienes llamaron a la región «Tucumán», quizá combinando dos nombres indígenas: Tucma –dominio de indígenas tonocotés en la cuenca de los ríos Gastona y Marapa– y Tucumanaho, pueblo ubicado en los valles Calchaquíes.

## España, las Indias y la Conquista

### Los pueblos originarios
Al momento de la llegada de los españoles a la Argentina, el territorio estaba habitado por una gran cantidad de etnias, racialmente poco similares entre sí, y culturalmente muy disímiles. En el sur y centro, y en las llanuras pampeana y chaqueña habitaban bandas de cazadores y recolectores. Mientras algunos de estos pueblos practicaban la agricultura y desarrollaron una alfarería  primitiva, otros eran exclusivamente cazadores: het, tehuelches, wichis, chaná-timbúes, querandíes, lules, guaycurúes, vilelas, etc.
En el noroeste habitaban pueblos de cultura agroalfarera, que cultivaban terrenos irrigados artificialmente: tales fueron los atacameños, los diaguitas –con sus parcialidades, los calchaquíes y pulares–, los omaguacas y los tonocotés. En conjunto estos pueblos eran, por mucha diferencia, los más numerosos. También en el noreste existían poblaciones agricultoras, que sembraban sus cultivos en terrenos selváticos limpiados por medio de la roza: los guaraníes. Por último, en la zona serrana central y del oeste vivían pueblos que practicaban una agricultura más primitiva, y que complementaban su alimentación con la caza y recolección: entre ellos se contaban los comechingones y los huarpes.
A fines del siglo XV, el Imperio incaico había incorporado a las culturas omaguacas y diaguitas, y establecido una relación tributaria con los huarpes y tonocotés. La expansión del incario facilitaría la subsiguiente invasión española, al acostumbrar a las poblaciones locales a la obediencia y el vasallaje, y al difundir ampliamente la lengua quechua por un amplio territorio, que incluía todo el noroeste y el oeste de la actual Argentina.

### Los conquistadores
En 1492 no existía España. La península ibérica estaba dividida en cinco estados, de los cuales uno –el reino de Granada– desapareció ese mismo año, absorbido por el reino de Castilla. Los otros tres eran el reino de Navarra, el de Portugal y el de Aragón. Estos estados no habían estado unidos en uno solo desde el año 710, cuando Hispania fue invadida por los moros de Al-Ándalus. Desde entonces, casi toda la historia de los pequeños estados cristianos consistió en la Reconquista, es decir en la guerra con el objetivo de expulsar a los moros de la península para siempre. En 1492 los reyes de Castilla y Aragón no solamente lo lograron al expulsar al último rey de Granada, sino que además ya habían sometido a su autoridad a Navarra y se habían unido por el matrimonio de los dos reyes, Isabel la Católica de Castilla y Fernando el Católico de Aragón. Una generación más tarde, también Navarra se uniría formalmente a la unión dinástica de los Reyes Católicos.
Tres años después de la caída de Granada, concluía también la conquista de las Canarias, comenzada casi cien años antes, y que tuvo características distintas: allí no existía ninguna civilización, y las islas estaban habitadas por salvajes de idiomas desconocidos, que no practicaban una religión organizada, a los que los castellanos decidieron aculturar por completo. El antecedente de esa experiencia les sería muy útil en el Nuevo Mundo.
Castilla y Aragón eran regidas por gobiernos más modernos que medievales: Estado centralizado, administración desde ciudades sobre territorios bien delimitados, un funcionariado público educado en universidades y una nobleza que se identificaba cada vez menos con el feudalismo y más con el servicio al Estado monárquico. Pero esas características eran demasiado recientes como para haberse instalado en las mentes de los españoles; la gente común, gran parte de la nobleza e inclusive muchos funcionarios seguían pensando el Estado y el gobierno con base en un conjunto de ideas de naturaleza medieval, principalmente identificadas con el feudalismo.
Aragón y Castilla habían tenido una evolución muy distinta que el resto de Europa debido, justamente, a la Reconquista: si bien habían desarrollado una forma de feudalismo, hasta el advenimiento de Isabel a la Corona castellana los nobles podían enfrentar a los reyes para obligarlos a cambiar sus políticas, y los hidalgos eran una clase con muchos privilegios, pero nunca habían puesto en cuestión o en peligro la soberanía de los reyes. Es que la unidad en un solo Estado era fundamental para llevar adelante la guerra contra los moros y, por otro lado, habían incorporado una gran cantidad de población islámica y judía. Aunque la guerra civil de 1474-1479, por la que Isabel llegó al poder, había debilitado en gran medida a los nobles e hidalgos, la ideología del feudalismo y la hidalguía seguía presente en la mente de los castellanos: los españoles buscaban riquezas, pero más aún tener los privilegios de los hidalgos y nobles. Cuando tuvieran la oportunidad, se comportarían como nobles y dedicarían su vida a guerrear para conseguir riquezas, tierras y súbditos.
El reino de Aragón –más moderno pero menos poblado– no tenía otro litoral marítimo que el del mar Mediterráneo, y dedicó los siguientes años a expandir sus ya generosos territorios en Italia, de modo que fue Castilla quien aprovecharía la oportunidad histórica de iniciar una nueva conquista más allá del océano.

### Los conquistados
La gran oportunidad llegó en 1492, cuando un explorador italiano llamado Cristóbal Colón obtuvo permiso y financiación de la reina Isabel para navegar hacia el oeste a través del Atlántico en dirección al oeste con la esperanza de llegar a Asia oriental, para regresar con la noticia de que había descubierto tierras desconocidas. Estas tierras fueron consideradas vacantes de soberanía, de modo que, por un pretendido "derecho de descubrimiento", Castilla se adjudicó la soberanía sobre todas esas tierras recién encontradas y se dedicó a tomar posesión de ellas. Isabel organizó una gran escuadra de diecisiete buques, y la envió bajo el mando de Colón a conquistar las nuevas tierras –que aún creían que eran parte de Asia, por lo que los españoles las llamaron «las Indias».
Millones de seres humanos pasaron a ser propiedad de la Corona de Castilla, mientras los conquistadores buscaban la forma de que esa propiedad pasara a sus manos. La primera fórmula que se ensayó con esos habitantes fue la esclavitud: Colón llevó de vuelta un cierto número de nativos para venderlos como esclavos en Europa. Inicialmente, Isabel autorizó su comercialización, pero cuatro días más tarde, por razones desconocidas, cambió de idea y ordenó suspender la venta. Dos meses más tarde ordenó que fueran liberados y llevados de regreso a las Indias, declarando que todos los nativos de América eran súbditos de pleno derecho del Reino de Castilla. Esa orden tuvo una gran importancia histórica, ya que por primera vez se le reconocía a una población culturalmente mucho menos desarrollada el carácter de seres humanos sujetos de derecho. Si bien el trato que se les daría nunca fue bueno, al menos no fue tan malo como otras poblaciones conquistadas, sobre las cuales los demás países europeos se arrogaron el derecho de exterminarlos, esclavizarlos o expulsarlos en masa de su territorio.
Este respeto a los indígenas no tuvo otro respaldo que la autoridad real hasta el año 1537, en que la bula del Papa Pablo III Sublimis Deus declaró a los indígenas hombres con todos los efectos y capacidades de cristianos.
A pesar de la prohibición de la esclavitud, los conquistadores del Nuevo Mundo consideraron que sus campañas les habían dado el derecho a disponer de esa gente y de su trabajo. Es así como adaptaron la institución medieval de la encomienda, consistente en la transferencia de los tributos que los indígenas debían pagar al reino a personas individuales. Como los indígenas no disponían de suficiente dinero para pagar esos tributos, los conquistadores se los cobraban con su trabajo: debían cultivar las parcelas agrícolas de los "blancos", construir sus casas, tejer sus abrigos y ropa, etc. Más tarde la encomienda fue reemplazada por el repartimiento de indios, un concepto similar pero aún más parecido a la esclavitud.
La invasión española de América empezó por la isla La Española, y siguió por Puerto Rico, Jamaica, Cuba y luego México. En todos estos lugares, los españoles conquistaron la tierra por medio de la violencia y también con alianzas con los caciques indígenas, trasplantaron allí su civilización y establecieron la encomienda y los repartimientos de indios. En 1519 se emprendió la conquista del Estado más poblado de América, el imperio Azteca, y tres años más tarde se inició la conquista del más organizado y más extenso de los Estados americanos: el imperio Inca.

## Las fundaciones

### En el Paraguay

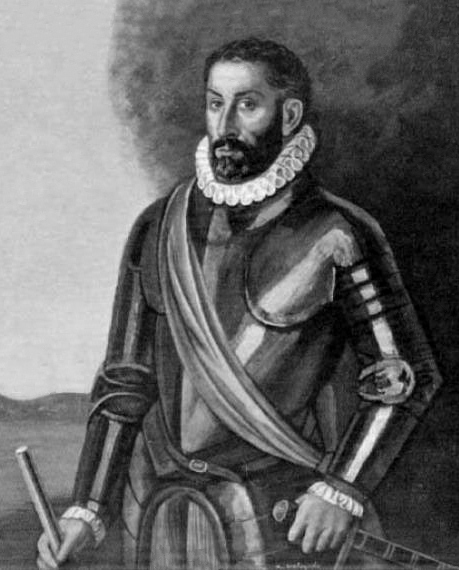
Domingo Martínez de Irala

Mientras Ayolas estaba ausente, Domingo Martínez de Irala exploró la región que rodeaba al fuerte de la Candelaria, poblado de guaraníes sedentarios. Remontando el río tras sus pasos, en el mismo lugar donde se había detenido antes Ayolas entre los carios, Salazar fundó la ciudad de Nuestra Señora Santa María de la Asunción en 1537.
Ese mismo año de 1537, tras recibir la noticia de la muerte de Mendoza, la corona dictó una real cédula el 12 de septiembre de 1537; la misma determinaba que –en caso de fallecimiento de Ayolas– quedaría a cargo un gobernador elegido por el voto de los habitantes. Falto de víveres en Candelaria, Irala fue con todos sus hombres a buscarlos a Asunción, donde tuvo un conflicto con Salazar; los habitantes instalados en Asunción, que aún no habían recibido la notificación de la real cédula sobre la sucesión, eligieron gobernador a Irala. Fue por esos días que Ayolas regresó a Candelaria y fue muerto por los indígenas.
Poco después llegaba también a Asunción Francisco Ruiz Galán, que gobernaba Buenos Aires como comisionado de Pedro de Mendoza. El enfrentamiento con Irala era inevitable, y éste terminó preso. La noticia de que había llegado un buque español a Buenos Aires hizo que Ruiz Galán volviese apresuradamente a ese puerto, dejando Asunción bajo el gobierno de Martínez de Irala, a quien consideraba su subordinado, aún cuando éste se consideraba a sí mismo gobernador titular. La llegada de la real cédula confirmó el poder de Irala.
Las capitulaciones habían tenido pobres resultados, ya que apenas habían logrado la fundación de Asunción. Pero esta ciudad perduró gracias a una exitosa forma de alianza asimétrica con los guaraníes, siguió fortaleciéndose continuamente, y se constituyó en la principal base española para la conquista y colonización de casi toda la cuenca del Plata. Mal ubicada para comunicarse con la Península, Asunción estaba justo enfrente del principal río que bajaba desde el Potosí, con lo que presuntamente estaba mejor ubicada para ir hasta allí.
Pero, mucho más importante, en torno a Asunción había otra riqueza, única en la región: una alta concentración de población indígena sedentaria a la que se podía forzar a trabajar para los españoles. No había oro ni plata, es cierto, pero había decenas de miles de indígenas que podían sostener a una población blanca bastante numerosa. Y no solamente proveerles de alimentos, sino también de mano de obra para casi cualquier necesidad, además de mujeres para los deseos y las necesidades domésticas de los conquistadores.
No obstante, en una primera etapa, hasta 1542, los españoles estaban en inferioridad de condiciones: los carios no sólo eran mucho más numerosos, sino que no estaban dispuestos a someterse pacíficamente. Entregaron a los españoles sus mujeres, pero no ofrecieron a cambio nada más que un poco de alimentos. La llegada de la flota de Alonso Cabrera, enviada desde Cádiz, mejoró la relación de fuerzas con los indígenas, sobre los cuales comenzaron a avanzar. Un breve alzamiento de los carios –que no atacaron a los españoles: abandonaron sus casas y se alejaron de ellos– empeoró las relaciones con ellos, pero finalmente se avinieron a continuar en contacto con los españoles. En 1539, Irala mandó despoblar Corpus Christi y Buena Esperanza, y dos años más tarde ordenó el despoblamiento del Real de Santa María del Buen Ayre, trasladando a todos los españoles a Asunción.
Mientras tanto, el cacique Lambaré se había negado a volver a las inmediaciones de Asunción, de modo que Salazar hizo una campaña de represalias, que fortaleció enormemente la posición de los españoles. Ya en 1540, en pleno verano, Irala decidió que estaba suficientemente fuerte como para volver a intentar la ruta de la plata; pero los llanos chaqueños estaban tan inundados por las lluvias de verano que caminaron tres semanas con el agua a la cintura y sólo pocas veces encontraron tierra firme. A su regreso, finalmente se enteraron de las noticias del exitoso viaje de Ayolas, y de su muerte junto con sus acompañantes. Reforzada su autoridad con la noticia, Irala regresó a Asunción, llevó allí a los habitantes de Buenos Aires y dotó a Asunción de un cabildo, con lo cual la "casa" de Salazar pasó a ser, oficialmente, una ciudad.

### Fundaciones en el Tucumán

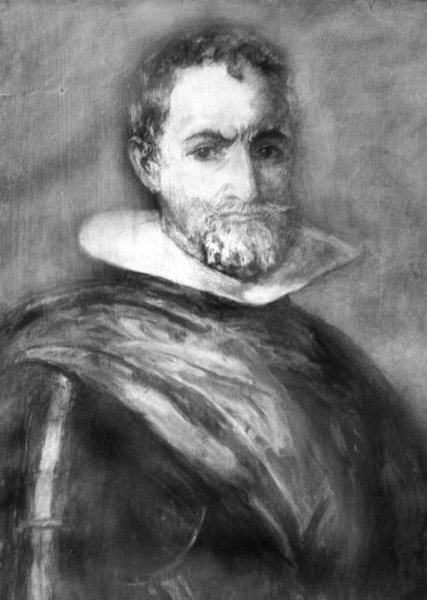
Francisco de Aguirre, fundador de Santiago del Estero.

En 1549 llegó una segunda expedición, autorizada por el «pacificador» Pedro de la Gasca, al mando de Juan Núñez de Prado. El 26 de agosto de 1550 realizó la primera fundación española en la región: la ciudad de El Barco, al pie de la sierra de Aconquija, en la actual provincia de Tucumán. Poco tiempo después llegó a la región Francisco de Villagra, lugarteniente del adelantado de Chile, Pedro de Valdivia, alegando que esas tierras correspondían a la jurisdicción de Chile; Prado intentó asaltar el campamento de Villagra pero fracasó y fue obligado por éste a firmar varios documentos por los cuales reconocía que esas tierras pertenecían a Chile. Villagra nombró a Núñez de Prado teniente de gobernador del Tucumán, pero –una vez librado de la presión de Villagra– el fundador levantó intempestivamente la ciudad y la trasladó a los valles Calchaquíes, donde existían numerosos poblados indígenas agricultores de la etnia diaguita, supuestamente pasibles de ser repartidos. Pero además de más civilizado que los demás de la región, el pueblo diaguita era también muy agresivo y rechazaba ser sometido: los indígenas atacaron repetidamente la ciudad, obligando a Núñez del Barco a trasladarla nuevamente hacia el este en 1552. La estableció a orillas del río Dulce. Enterado de esto, Valdivia envió a su capitán Francisco de Aguirre para incorporar el territorio a sus dominios de Chile y reemplazar a Núñez de Prado, a quien arrestó y envió prisionero al Perú. A continuación ordenó a la población de la ciudad trasladarse dos kilómetros al sur, donde se fundó la ciudad de Santiago del Estero y Nueva Tierra de Promisión (1553).
Durante diez años, el Tucumán siguió siendo una dependencia de Chile; en ese período, Juan Pérez de Zurita fundó las ciudades de Cañete en el lugar llamado Ibatín, cerca de la primera El Barco; Londres, al oeste de la actual Catamarca; y Córdoba de Calchaquí, en el valle del mismo nombre. Era el resultado de una estrategia bien calculada, ya que cada una cumplía una función en un sistema de ciudades orientadas a garantizar las comunicaciones con Chile y con Charcas, y defenderse de la posibilidad de que los indígenas de los Valles Calchaquíes intentasen atacarlos. Pero Pérez de Zurita había llegado con un número exiguo de hombres de armas, y los distribuyó por tres ciudades, de resultas de lo cual ninguna podría ser defendida si se producía un ataque masivo.
Desde la década de 1560, la fundación de ciudades en Tucumán se haría por un procedimiento sistemático, por el cual desde el Perú bajaban los soldados, las armas y los caballos necesarios para la invasión y la defensa de las ciudades; se instalaban brevemente en Santiago del Estero, que aportaba alimentos e indígenas auxiliares, y desde allí marchaban a su destino, donde intentarían fundar una ciudad y repartirse los indígenas de la región. En todo caso, todo el sistema colonizador español giraba en torno de las ciudades, que en la práctica era sólo pequeños poblados de treinta a cincuenta familias españolas y mestizas. Las viviendas de las ciudades eran precarias, y usualmente sólo sobresalían las iglesias, pequeños templos de adobe y techo de paja. Las zonas rurales eran demasiado inseguras para que los blancos vivieran allí, de modo que la región se controlaba exclusivamente desde las ciudades, donde se concentraban todas las actividades comerciales, las armas y las fuerzas militares, y desde donde se administraba justicia y recursos económicos a través del cabildo.

### Alianzas con los indígenas
Los españoles aprovechaban las discordias entre los indígenas para aliarse a unos contra los otros: desde que Hernán Cortés conquistó México ayudado por los enemigos de los aztecas, en la práctica casi todas las campañas de «pacificación» estaban formadas por menos españoles que indígenas. La expedición de Juan Ramírez de Velasco con la que fundó la ciudad de La Rioja en 1591, por ejemplo, estaba formada por 60 hombres blancos a caballo y 400 indios, cuya función no era sólo la lucha, sino hacer de guías, transportar armas y enseres, preparar la comida y acceder a informaciones de redes de espionaje.
Las alianzas eran un componente crucial en la conquista española, y casi siempre se obtenían por medio del casamiento de los oficiales españoles con mujeres indígenas, especialmente tratándose de hermanas e hijas de jefes indígenas. Se conocen casos de matrimonios mixtos por razones políticas en San Juan y San Luis –como el casamiento de Juana Koslay.
La región donde este proceso se dio en mayor escala fue en el Paraguay. En Asunción los españoles aprovecharon las continuas luchas entre subgrupos de los carios para aliarse con algunos de los jefes y someter a los otros. Los aliados buscaban solucionar sus peleas pasadas con la ayuda de los españoles, y también ganaban protección contra los indígenas salvajes, como los guaycurúes, payaguás y agaces. Por esa razón las primeras generaciones de españoles en América debieron vivir dispuestos a luchar periódicamente para someter por la fuerza a los indios. Inicialmente, los repartimientos podían parecer una forma de alianza, pero –pasados unos años– los españoles exigieron cada vez más de «sus indios», lo que generó sucesivos alzamientos en su contra. Por esa razón las primeras generaciones de españoles en América debieron vivir dispuestos a luchar periódicamente para someter por la fuerza a los indios.
En la zona andina del norte también se aplicó una forma modificada –en beneficio de los españoles– de una institución del imperio incaico: la mita. Este era un sistema de turnos para trabajos obligatorios para la construcción y mantenimiento de obras públicas, en beneficio del imperio y de la comunidad. Bajo el sistema español, una séptima parte de la población de cada pueblo era enviada por un año a gran distancia, no a mantener obras públicas, sino a trabajar en las minas de mercurio y de plata –especialmente en el cerro Rico de Potosí– para beneficio de los propietarios de las minas y del Rey. No obstante, el desarrollo definitivo de este sistema lo llevó a cabo el virrey Francisco Álvarez de Toledo en la década de 1570 y tardó medio siglo en afectar al Tucumán, donde mientras tanto fue aplicado para algunos proyectos mineros locales y para la construcción de edificios públicos.

### La encomienda y los repartimientos de indios
Los españoles, herederos de su particular forma de feudalismo, llegaron a América en busca de dos cosas: una eran el oro y la plata, pero los metales preciosos eran muy escasos en el sur del continente. La segunda era ingresar de alguna forma al sistema señorial, convertirse en parte de la clase noble, guerreros que no tuviesen que trabajar y en cambio dispusieran de otros que trabajen para ellos. En el ideal medieval de división entre militares, clérigos y labradores trasplantado al Nuevo Mundo, los indígenas ocupaban el último lugar, mientras los españoles aspiraban a ocupar los dos primeros.
Primeramente habían intentado esclavizar a los indígenas, pero eso ya no era posible desde que la reina Isabel los había declarado sus súbditos. Entonces adoptaron la encomienda, una institución de la España medieval que compensaba a los conquistadores con parte del trabajo de los pueblos conquistados. En teoría, consistía en una cesión a cada conquistador individual, por parte de la Corona, del derecho a percibir los tributos que pagaban los súbditos de Su Majestad. Pero como los indígenas no manejaban dinero, rápidamente el tributo fue reemplazado por trabajo en favor del encomendero, que lo repartía entre los miembros de las encomiendas; este derecho a repartir los turnos de trabajo, más la muy escasa capacidad de control que tenían los representantes de la Corona, dieron lugar a frecuentes abusos, y a formas más o menos veladas de trabajo forzoso.
En la España medieval, la encomienda fue una institución que compensaba a los conquistadores con parte del trabajo de los pueblos conquistados. Durante las primeras etapas de la conquista de América, la encomienda era un derecho a perpetuidad otorgado por la Corona a individuos concretos y a sus descendientes, llamados encomenderos, que monopolizaba los trabajos temporales de grupos de indígenas.
Las primeras encomiendas americanas fueron establecidas en La Española alrededor del año 1500 en reemplazo de la esclavitud de la población nativa, prohibida por la reina Isabel I de Castilla junto con la declaración de los indígenas como «vasallos libres de la Corona». Las Leyes de Burgos de 1512 establecían que el encomendero percibía los tributos –en dinero o en especie– que los indígenas debían a la Corona, a cambio de que aquél cuidase del bienestar de los indios, asegurando su mantenimiento y su protección, así como su evangelización. En la práctica, muchas veces el pago en especie del tributo fue reemplazado por trabajo en favor del encomendero, de modo que el sistema derivó en frecuentes abusos y en formas de trabajo forzoso
Los indígenas del Perú fueron sometidos a la encomienda justo antes de que el rey Carlos I dictase las Leyes Nuevas de 1542, que establecían límites a las encomiendas: prohibían crear encomiendas nuevas y también dejarlas en herencia a los hijos; a partir de ese momento serían personales e intransferibles. Pero la noticia de la sanción de las Leyes Nuevas precipitó un gran levantamiento contra la corona en el Perú, que llevó a una larga y sangrienta guerra civil. Cuando Pedro de la Gasca logró vencer la sublevación, le quedaban aún cientos, quizá miles de soldados ansiosos por volver a tomar las armas con cualquier excusa; solucionó el problema enviándolos a conquistar territorios en todas direcciones, incluido el Collasuyo, la provincia meridional del imperio inca, donde primeramente mandó a fundar la ciudad de La Paz, y luego a colonizar el actual noroeste argentino. Pero lanzar a esos militares violentos a un territorio hostil y más pobre que el núcleo del Perú no hubiese sido posible sin un premio, y el único premio de que se disponía era el trabajo de los indígenas. De modo que hubo que buscar algo parecido a la encomienda para tranquilizar a los conquistadores y premiarlos por sus conquistas, y por alejarse del Perú; así surgieron los repartimientos de indios, tan parecidos a la encomienda –aunque legalmente no fuesen lo mismo– que los propios conquistadores usaban los dos términos como sinónimos.
En los lugares donde había centros mineros, los indígenas encomendados eran llevados de un lugar a otro para trabajar para sus encomenderos, mientras que donde predominaba la agricultura quedaban en sus propios pueblos y sólo se desplazaban a corta distancia para trabajar para su señor. En el Río de la Plata y el Tucumán dominaba el sistema de «pueblos de indios», geográficamente estables, aunque usualmente tales pueblos se habían formado reagrupando los pueblos pequeños en otros más grandes.
Los invasores sometieron a todas las poblaciones indígenas que pudieron, obligándolos a trabajar para ellos, no sólo para procurarles alimento, sino también construir viviendas, tapias y corrales, aserrar madera y juntar leña y hasta servirles de bestias de carga para sus traslados. Los habitantes de cada pueblo pasaban a ser casi una propiedad de un conquistador o su descendiente, aunque no los podían vender; los indígenas estaban obligados a trabajar cierto número de días al mes exclusivamente en beneficio de su encomendero.
Las primeras encomiendas en la futura Argentina estuvieron en los alrededores de Asunción y de Santiago del Estero, con indígenas guaraníes y tonocotés respectivamente. Posteriormente se distribuyó por toda la región ocupada por los españoles, con excepción de las ciudades de Santa Fe y Buenos Aires. En el entorno de estas dos ciudades, la población indígena era exclusivamente nómade, de modo que, cuando lo intentaron, resultó que era imposible reunirla en pueblos.
La encomienda llevaba aparejada la obligación de asistir con las armas en la mano cada vez que el gobernador necesitase defender las posiciones españolas, realizar una campaña de represalias sobre los indígenas o fundar una nueva ciudad. A fines del siglo, los vecinos comenzaron a reclamar que esta obligación sólo alcanzase a los límites de la jurisdicción de la ciudad de que se tratara, mientras se negaban a marchar a otras ciudades alejadas. En 1589, los cabildos de Santiago del Estero, San Miguel del Tucumán y Córdoba costearon en común un procurador que se dirigiera a España, a reclamar que los servicios militares sólo fueran obligatorios para cada ciudad y su zona de influencia.

### Concubinas, mestizos y criollos
La conquista fue una actividad de hombres solos; la inmensa mayoría de quienes cruzaban el Atlántico eran hombres, así como la totalidad de los que se aventuraban a un territorio no controlado. Si lograban vencer, alcanzaban su objetivo de vivir como nobles, pero no podían pensar en dejar una herencia. Tenían, sin embargo, un recurso: había un notable excedente de mujeres, que los conquistadores repartían entre sí, para que sirvieran de compañía sexual, de cocineras y de fuerza de trabajo. Algunas de ellas, como las guaraníes, tenían fama de muy cariñosas y fogosas, razón por la cual Asunción llegó a ser conocida como «el paraíso de Mahoma», en alusión a la poligamia entre los musulmanes, debido al gran número de uniones entre un conquistador y varias mujeres indígenas.
La situación de las mujeres indígenas era variable, y dependía exclusivamente del papel que les quisieran dar los hombres: usualmente eran simplemente su propiedad, y los hijos que engendrasen no eran reconocidos, con lo cual eran considerados simplemente indígenas. Pero también podían ser amantes estables, o concubinas permanentes, uniones de las cuales provenían hijos mestizos, que usualmente quedaban en una situación de indefinición: sus progenitores, en cuanto miembros de castas bien definidas, tenían un lugar predeterminado, en el que el padre era blanco y estaba destinado a mandar, mientras que la madre y sus parientes eran indios y estaban destinados a la servidumbre. La aparición de poblaciones mestizas rompía ese esquema, porque no se había establecido previamente qué lugar ocuparían. Estos hijos mestizos se libraban de las obligaciones militares de los padres y también de los tributos indígenas que pagaban y de las obligaciones laborales de los parientes de sus madres. Contra toda la lógica interna de los conquistadores, las indias también podían llegar a ser esposas legales, y dejar una descendencia que se presumía «blanca». Lo que decidía su destino no era el cruzamiento genético, sino la decisión del padre acerca del lugar que ocupaban sus hijos mestizos.
El paso del tiempo, con sus infinitas combinaciones de mestizajes posibles, y el movimiento entre ciudades de personas sin una identidad étnica claramente definida dieron lugar a la formación de un amplio número de personas de estatus social indefinido: los criollos. El crecimiento de este estrato social terminó por destruir el sistema ideal que los invasores habían concebido en la época de la conquista y el sistema de repartimientos de indios. También contribuyó a la rápida disminución de las cifras de población indígena.

### Primera guerra calchaquí y rebelión de Viltipoco
En 1559, el gobernador Juan Pérez de Zurita entró a los Valles Calchaquíes, donde fundó la ciudad de Córdoba de Calchaquí e intentó un reparto de indios. Los indígenas se negaron a la encomienda, de modo que Zurita intentó otros métodos: negoció con el curaca del pueblo de Tolombón, llamado Calchaquí, que como parte de las discusiones aceptó ser bautizado con el nombre de Juan Calchaquí.
Poco tiempo después éste terminó de entender de qué se trataba la encomienda, una forma encubierta de semiesclavitud; entonces convocó a los jefes de todo el valle, y atacó y destruyó sucesivamente las ciudades de Cañete, Córdoba de Calchaquí y Londres. Además los omaguacas destruyeron la ciudad de Nieva, que estaba ubicada dentro de la actual ciudad de San Salvador de Jujuy y había sido fundada por el gobernador Gregorio de Castañeda; cuando la mayoría de sus ciudades cayó en manos de los hombres de Juan Calchaquí, Castañeda huyó a Sucre. Con la sola excepción de Santiago del Estero, todas las ciudades tucumanas habían sido destruidas, y sus habitantes habían huido hacia Santiago del Estero, que permanecía aún, defendida por los viejos capitanes Miguel de Ardiles, Hernán Mejía de Mirabal y otros. El enfrentamiento es conocido como la Primera guerra calchaquí. Durante algunos años, la ciudad permaneció completamente aislada del resto del virreinato del Perú y de Chile.
El Rey decidió entonces separar la provincia del Tucumán de Chile, y envió como gobernador a Francisco de Aguirre, que asumió en 1563. Aguirre llegó con cientos de nuevos conquistadores, pero en lugar de chocar directamente con los calchaquíes, optó por dejar a los indígenas dominar sus Valles, y a cambio rodearlos de nuevas fundaciones: refundó Londres cerca de la actual Andalgalá, fundó San Miguel de Tucumán en el sitio conocido como Ibatín y Esteco en la entrada del Chaco, de modo de impedir la expansión de la rebelión calchaquí hacia otras áreas. Pero fracasó en poblar el Valle de Lerma, que no fue poblado hasta 1582, cuando Hernando de Lerma fundó la ciudad de Salta. También atacó repetidamente los Valles Calchaquíes, forzando a Juan Calchaquí a firmar un tratado de paz.
El final de la guerra resulta poco claro: se sabe que Juan Calchaquí fue tomado prisionero y fue utilizado para negociar, pero se ignora si recuperó la libertad, si hubo algún intento de poblar en los Valles, o la fecha de la muerte del cacique.
En 1594 Viltipoco lideró una nueva ofensiva indígena contra los españoles: los omaguacas expulsaron a los encomenderos del extremo norte de la provincia del Tucumán y los del norte de la ciudad de Salta, avanzando hasta las puertas de ésta. Fueron derrotados cuando el capitán español Francisco de Argañaraz y Murguía, que poco antes había fundado San Salvador de Jujuy, logró infiltrarse con un pequeño grupo en la quebrada de Humahuaca y atacar por sorpresa el campamento indígena, matando a los caciques y capturando a Viltipoco, que fue llevado a Jujuy, donde murió en prisión algunos años después.

## Afianzamiento y colonización

### Asunción, madre de ciudades
En el Río de la Plata, la colonización se había concentrado en el Paraguay, donde los guaraníes eran numerosos y sedentarios, pasibles de ser encomendados. Irala se mostró particularmente eficaz para someter a los indígenas sin excesos de violencia.
Para acelerar el proceso de colonización de la zona, Irala autorizó a sus hombres a tomar concubinas indígenas, de forma que se formó una generación de mestizos, eufemísticamente llamados «mancebos de la tierra». Irala tuvo varias «criadas», de las cuales tuvo decenas de hijos mestizos, de los cuales reconoció como legítimos a nueve.
La convivencia en esas condiciones era estable, pero no necesariamente armoniosa: hacia 1542, una sirvienta guaraní de Asunción conocida como la India Juliana asesinó a su amo español e instó a las demás mujeres indígenas a hacer lo mismo. No tuvo seguidoras y terminó su vida ejecutada por orden del adelantado Alvar Núñez Cabeza de Vaca. En la actualidad, su rebelión es considerada una de las primeras insurrecciones indígenas registradas en la época, y su figura una de las más destacadas en la historia de las mujeres del Paraguay.
Tras el fracaso de Buenos Aires, ningún empresario privado mostró interés en instalarse en el Río de la Plata, donde lo que no había era justamente la plata. Pero, estratégicamente, su valor era indudable, y la Corona nombró una y otra vez adelantados para la región. Tras la noticia de la muerte de Mendoza, el rey nombró adelantado del Río de la Plata a Álvar Núñez Cabeza de Vaca, que desembarcó en la isla Santa Catarina y caminó todo el trayecto hacia Asunción a pie con la mayor parte de sus hombres, mientras los marinos llevaban los buques hasta la ciudad. Fue el primer grupo de europeos en presenciar las Cataratas del Iguazú. Una vez en Asunción, Cabeza de Vaca tardó varios meses en ser reconocido como gobernador, cargo que asumió en marzo de 1542; dos años más tarde fue depuesto y enviado prisionero a España, acusado de despotismo y de responsabilidad en un incendio que había arrasado la ciudad de Asunción; con él iban algunos allegados al gobernador, más el fundador de la ciudad, Juan de Salazar. La verdadera razón parece haber sido la diferencia entre los intereses de los llegados con Mendoza y los que llegaron con Núñez Cabeza de Vaca. Especialmente cuando, tras una expedición punitiva al Chaco en que había tomado una gran cantidad de prisioneros, en vez de entregarlos en calidad de esclavos a los asuncenos --como era la costumbre entonces-- les anunció que eran súbditos del rey de Castilla y los puso en libertad. Don Álvar también intentó dejar a los locales afuera de los cargos en el cabildo de la ciudad.
En su reemplazo asumió nuevamente el gobierno Irala, que acababa de regresar de una fracasada expedición al Perú. Durante el lustro siguiente, éste debió enfrentar sucesivos alzamientos de los guaraníes, que aplastó con crueldad. En 1548, una expedición enviada por Martínez de Irala logró cruzar el Chaco y volver para relatar lo que habían respondido a los guías indígenas cuando preguntaban por la Ciudad de los Césares o cualquier otra: que no existían más minas de minerales preciosos que las que ya eran propiedad de los eso. La noticia impactó muy fuerte en Irala y sus colaboradores: desde antes de su llegada al Río de la Plata todos ellos estaban esperando el descubrimiento aurífero prometido, y ahora debían seguir adelante sabiendo a ciencia cierta que el único oro y la única plata existentes eran suyos. Más que nunca, empezaron a ejercer presión para que los indígenas fueran enteramente subordinados a los españoles.
En 1554, Irala fundó la villa de Ontiveros, aguas arriba de los saltos del Guayrá. Al año siguiente llegó a Asunción la orden real, firmada por Felipe II, nombrando oficialmente gobernador a Martínezde Irala, que asumió formalmente el cargo que ya ocupaba.
En 1547, el papa Paulo III había fundado la Diócesis del Río de la Plata, con sede en Asunción. El primer obispo nombrado por la Santa Sede a indicación del rey Carlos, fray Juan de los Barrios, naufragó en su viaje al Paraguay y renunció. En 1556 llegó a Asunción el segundo obispo, Pedro de la Torre, el primero que alcanzó a ocupar el cargo, con quien Irala –que, además, estaba edificando la catedral– mantuvo muy buena relación. Ese mismo año, contra su voluntad y presionado por los dueños de la tierra, los oficiales militares y el cabildo, el gobernador Domingo Martínez de Irala tomó su última medida importante en su cargo: repartió la gran mayoría de los indígenas de Asunción y su zona de influencia en encomienda. Falleció poco después, en octubre de 1556.
Enviado originalmente por Irala, Ñuflo de Chaves cruzó el Chaco boreal y en 1561 fundó la ciudad de Santa Cruz de la Sierra, para que sirviera de nexo entre el Paraguay y el Perú. Su ubicación original estaba muy lejos de las tierras altas, en el lugar actualmente llamado Santa Cruz la Vieja, en la sierra de Chiquitos. Treinta años más tarde, la ciudad se trasladó unos 200 km al oeste, hasta su ubicación actual. Poco tiempo más tarde fue separada de la gobernación del Paraguay e incluida en la provincia de Charcas, lo que más tarde se llamó el Alto Perú y luego Bolivia.
En los años que siguieron a la muerte de Irala, la ciudad de Asunción se mantuvo casi como única ciudad de un vasto territorio. La villa de Ontiveros fue trasladada a la Ciudad Real del Guayrá, en la región del alto Paraná llamada Guayrá, que incluía la mayor parte de lo que hoy es el estado brasileño de Pararná. A esa ciudad la acompañaron Villa Rica del Espíritu Santo en 1570 y Santiago de Jerez en 1580, ambas fundadas por Ruy Díaz de Melgarejo.

### Los últimos adelantados y Juan de Garay
En 1567 fue nombrado adelantado del Río de la Plata el acaudalado conquistador del Perú Juan Ortiz de Zárate, pero viajó a España para confirmar el cargo por capitulación con el rey Felipe II, dejando en su lugar a una serie de gobernadores interinos, entre los cuales destacaría su sobrino Juan de Garay.
Ansioso de abrir puertas a la tierra –es decir, fundar un puerto a través del cual comunicar el Paraguay con España– Garay organizó una gran expedición, al frente de la marchó aguas abajo por la costa del Paraná. Buscando cerca del sitio histórico de Sancti Spiritus un lugar donde fundar una ciudad, se encontró rodeado de indígenas timbúes. Fue rescatado por una partida española, que resultó estar comandada por el gobernador del Tucumán, Jerónimo Luis de Cabrera, que buscaba a su vez un lugar donde fundar un puerto para el Tucumán. Cabrera y Garay se reclamaron agriamente la jurisdicción sobre esas tierras y mantuvieron una discusión acalorada, tras la cual Cabrera se retiró sin cumplir su objetivo de fundar un puerto. Este episodio convenció a Garay de alejarse de allí algunas leguas hacia el norte, donde en noviembre de 1573 fundó la ciudad de Santa Fe de la Vera Cruz en el lugar que hoy ocupa la localidad de Cayastá.
Mientras tanto regresó de España Ortiz de Zárate, que debió pasar más de un año en la Banda Oriental del río Uruguay guerreando con los charrúas; allí fundó la ciudad de San Salvador, cerca de la actual Dolores; esta «ciudad zaratina» debió ser evacuada pocos meses más tarde. Ortiz de Zárate finalmente llegó a Asunción en 1575 y asumió el mando, pero falleció menos de un año más tarde.
Junto con el adelantado habían llegado también a Asunción los primeros frailes franciscanos, entre los cuales sobresalió fray Luis de Bolaños, que comenzó una importante tarea misionera entre los indígenas: fundó varias reducciones de indígenas y reunió en ellas a los nativos –no solamente guaraníes– con lo cual minimizó el riesgo que los indígenas insumisos eran para las poblaciones españolas, al mismo tiempo que libraba a éstos de someterse a la semiesclavitud de las encomiendas. Seguiría misionando y fundando reducciones hasta 1615. Ese año fundó en la actual ciudad de Itatí, una reducción de aborígenes encomendados a los españoles, que pagaban los tributos a sus encomenderos pero que, protegidos por los franciscanos, permanecían en la villa, lejos de los abusos de éstos y de los demás españoles.
Ortiz de Zárate fue sucedido por Juan Torres de Vera y Aragón, que accedió al título de adelantado por casamiento con la hija mestiza de Ortiz de Zárate. Perseguido por el virrey Francisco de Toledo y arrestado, fue reemplazado por sucesivos gobernadores, entre ellos Juan de Garay. Éste aprovechó la ocasión para marchar hacia el estuario del Río de la Plata, a cuyas orillas –no lejos de donde Mendoza había fundado el «real» de Buenos Aires– fundó en 1580 la «ciudad de Trinidad y Puerto de Santa María del Buen Ayre». El nombre del puerto había sobrevivido, y pronto la ciudad cambiaría el suyo por el actual de Buenos Aires.
Casi simultáneamente con la segunda fundación de Buenos Aires estalló en Santa Fe la Revolución de los Siete Jefes. Sus cabecillas eran siete jóvenes criollos –que aparentemente pretendían conservar sus privilegios de fundadores frente a los forasteros– que fueron derrotados y ejecutados.
En 1583, en camino a Asunción, Garay fue muerto por los timbúes. Dos años más tarde, su sucesor Alonso de Vera y Aragón –apodado Cara de Perro para diferenciarlo de otros dos capitanes del mismo nombre– fundó la ciudad de Concepción de Buena Esperanza, más conocida como Concepción del Bermejo, en medio de la región chaqueña; a través de esta ciudad, el Paraguay se comunicaba con el Tucumán.
En 1588, finalmente Juan Torres de Vera y Aragón pudo hacerse cargo de la Gobernación del Río de la Plata y del Paraguay; su primer acto –ese mismo año– fue la fundación de San Juan de Vera de las Siete Corrientes para completar la cadena de puertos que comunicara con España. La misma estaba ubicada a corta distancia de la confluencia de los ríos Paraná y Paraguay.
Al año siguiente, Vera y Aragón marchó hacia Charcas y luego a España, donde pretendió hacerse reconocer como adelantado y hacer el título hereditario. Tras fracasar en sus intentos, regresaría efímeramente a Asunción en 1601, para viajar nuevamente a Charcas, donde moriría en 1613. Fue el último adelantado del Río de la Plata: el largo pleito demostró a la Corona la inconveniencia de insistir en ese tipo de cargos vitalicios.
En 1593 asumía como gobernador del Paraguay y el Tucumán un americano, nacido en Charcas: Hernando Arias de Saavedra, que pasaría a la historia con el nombre de Hernandarias.

### Corriente colonizadora del oeste
La región de Cuyo fue explorada por primera vez por Francisco de Villagra, quien conducía expedicionarios desde Cuzco hacia Chile; se supone que cruzó las sierras de Córdoba y pasó por el valle del río Mendoza. En su camino descubrió la existencia de los indígenas huarpes, de carácter menos belicoso que la mayoría de sus vecinos.

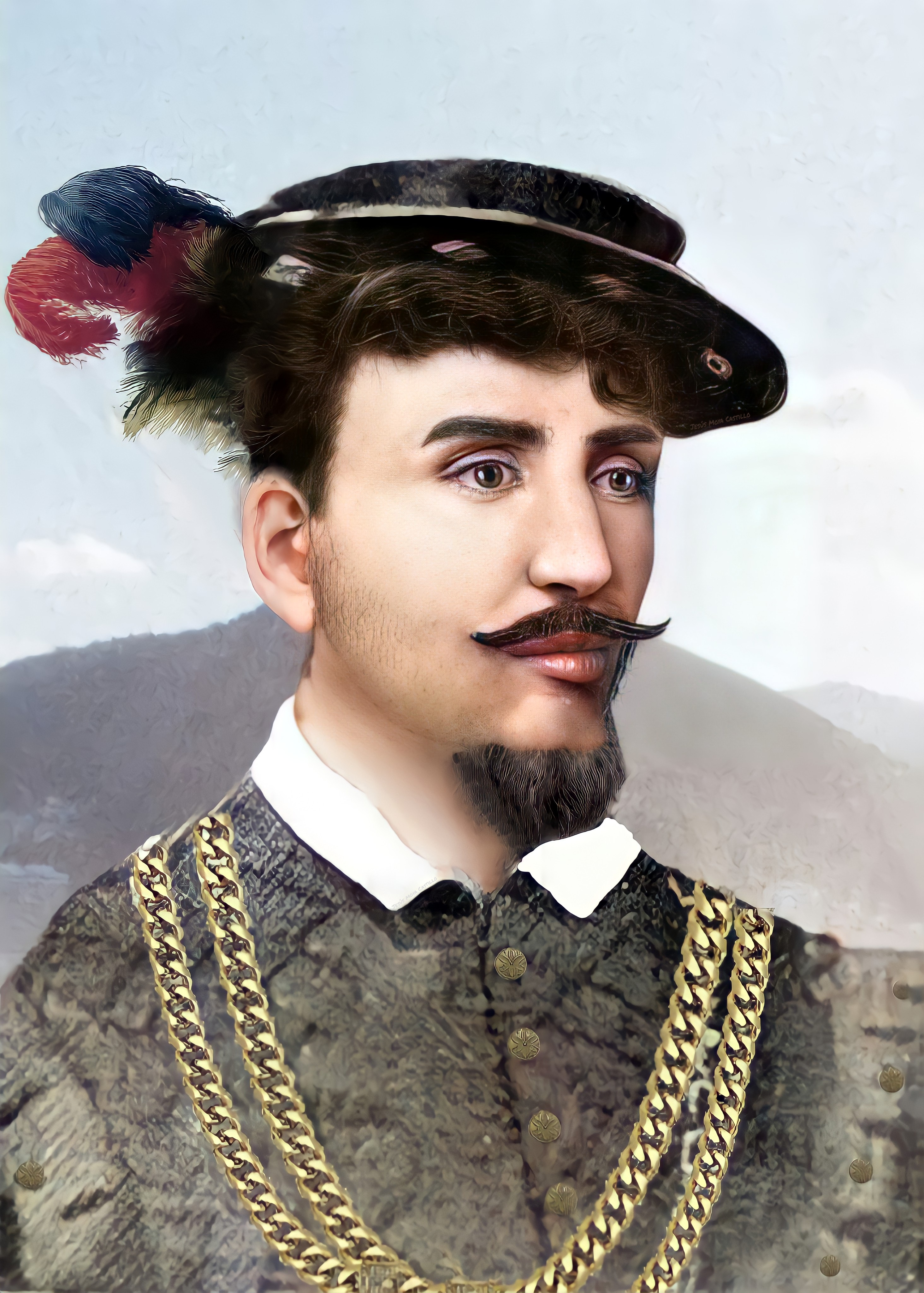
Juan Jufré, fundador de la ciudad de San Juan, en Cuyo

Tras el traspaso de la provincia del Tucumán a la dependencia directa del virrey del Perú, los gobernantes de Chile no renunciaron a extenderse al este de los Andes: en marzo de 1561, Pedro del Castillo fundó la ciudad de Mendoza. Al año siguiente, Juan Jufré cruzó el valle de Uspallata y llegó a la casi abandonada Mendoza, donde fundó oficialmente la ciudad de «Resurrección»; no obstante que la fundación quedó efectiva, prevaleció el nombre anterior. A continuación se trasladó al valle de Ullum, donde en junio de 1562 fundó San Juan de la Frontera. Dos años más tarde, la cuenca de los ríos Mendoza, Tunuyán y San Juan –más un territorio adicional no bien delimitado hacia el norte y el este– pasaron a conformar el Corregimiento de Cuyo, dependiente de la Capitanía General de Chile, con capital en San Juan.
En 1593 era corregidor de Cuyo Luis Jufré de Loaysa y Meneses, hijo de Juan Jufré; ese año, una inundación causada por el río San Juan obligó al traslado de la ciudad 25 cuadras al sur. De acuerdo con un cronista, se trataba de «un rancherío que no se diferenciaba mucho del caserío huarpe.» La cabecera del corregimiento se trasladó a Mendoza.
Jufré también reinició el repartimiento en encomiendas de los indígenas de lengua huarpe ubicados fuera de los valles principales ríos, con lo cual se fijaron los límites del corregimiento en concordancia con los límites de las poblaciones huarpes. Dado que también había poblaciones huarpes en la zona de la sierra de San Luis y el valle del río Conlara, dirigió una expedición a la zona; allí fundó en 1594 la ciudad de San Luis de Loyola Nueva Medina de Rioseco. Dado que el objetivo era establecer derechos sobre la zona, la ciudad fue pronto abandonada. Pero fue definitivamente refundada en 1596, siendo conocida como «San Luis de la Punta de los Venados».
Durante los primeros años, la región de Cuyo vivió una vida aislada de la vecina provincia del Tucumán. Sólo con la fundación de San Luis, la región de Cuyo comenzó a sostener relaciones comerciales estables con las ciudades del Tucumán, especialmente con Córdoba y La Rioja; no obstante, la región continuaría siendo parte de Chile durante ciento ochenta años más.
La principal función de Cuyo era proveer de indígenas huarpes mansos para trasladarlos a Santiago de Chile, donde eran sometidos en encomienda, inicialmente para la extracción de oro y luego para la agricultura. Diversas fuentes atestiguan que fue una de las etnias más duramente tratadas por los conquistadores, que dispusieron de ellos prácticamente como de esclavos. Para la época de la independencia de la Argentina, los huarpes prácticamente se habían extinguido como etnia, aunque algunos pobladores de las lagunas de Guanacache y algunas otras zonas, descendientes de huarpes, conservaba ciertas formas de vida relacionadas con esa etnia, y en su mayoría conservaban apellidos de ese origen.

### Exploraciones europeas en la Patagonia
Simón de Alcazaba también viajó al actual territorio argentino acompañado de un grupo denominado «los leones». A principios de 1535, la expedición llegó al golfo de San Jorge –actual provincia de Chubut– donde fundó el fuerte denominado Nueva León. Desde allí realizaron varias expediciones que no encontraron ni metales preciosos ni indígenas sedentarios que explotar. Varios de ellos murieron debido a las inclemencias del clima y el terreno. Finalmente, los pocos sobrevivientes se amotinaron, mataron a Alcazaba y se embarcaron el uno de sus buques, dedicándose a la piratería.
Por su parte, Pero Sancho de la Hoz jamás llegó al territorio que le había sido asignado: fue ajusticiado en 1547 en Santiago de Chile.
En 1578 bordeó la Patagonia el pirata inglés Francis Drake, que logró cruzar el Estrecho de Magallanes y asoló las costas de Chile y el Perú. En respuesta, el virrey Francisco Álvarez de Toledo encargó al navegante Pedro Sarmiento de Gamboa fortificar el estrecho y evitar que en el futuro pudiera ser cruzado por navegantes extranjeros; Sarmiento de Gamboa llegó a principios de 1580 al estrecho, fundando allí dos precarias fortificaciones, pomposamente denominadas Ciudad del Nombre de Jesús –junto al cabo Vírgenes– y Ciudad del Rey Felipe; pero las poblaciones no tenían medio alguno de subsistencia. Una tormenta arrastró muy lejos de allí el buque en que viajaba Sarmiento de Gamboa, que fue tomado prisionero por buques ingleses. La casi totalidad de la población de las dos poblaciones del estrecho murió de hambre. La única excepción fue un único marino, que fue tomado prisionero por el pirata Thomas Cavendish, de quien logró huir frente a las costas peruanas.
La Patagonia no volvería a ver intentos de poblamiento europeo hasta el último cuarto del siglo XVIII.

### Corriente colonizadora del norte
En 1563, el rey Felipe II decretó la formación de la gobernación del Tucumán; que pasaba a depender de la Audiencia de Charcas. Nombró gobernador de la misma a Francisco de Aguirre, que derrotó y ejecutó a Juan Calchaquí y refundó Londres; no obstante, los españoles se mantuvieron alejados de los valles Calchaquíes. En 1565, Diego de Villarroel fundó la ciudad de San Miguel de Tucumán en Ibatín, donde antes había existido Cañete. En 1567, un grupo de españoles rebeldes fundaron la ciudad de Nuestra Señora de Talavera, también llamada Esteco.
El sucesor de Aguirre, Jerónimo Luis de Cabrera, buscó desprenderse de la tutela de Charcas, orientando la colonización hacia el océano Atlántico para relacionarse directamente con España. Así, en 1573 fundó la ciudad de Córdoba de la nueva Andalucía. Con la idea de abrir un canal de comunicaciones con la España europea se trasladó al río Paraná, donde planeaba fundar un puerto. Pero al llegar a sus orillas se encontró con el teniente de gobernador Juan de Garay, proveniente de Asunción, con quien discutió sobre los límites entre el Tucumán y el Río de la Plata; viendo la superioridad numérica de la gente que traía Garay, regresó a Córdoba sin hacer ninguna fundación en el Paraná. Dos años más tarde fundó San Francisco de Álava donde luego estaría San Salvador de Jujuy, pero ésta fue incendiada por los indígenas Omaguacas.

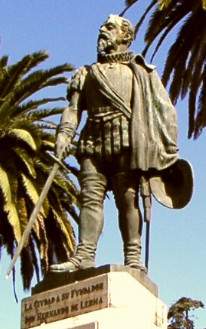
Hernando de Lerma, fundador de la ciudad de Salta

Gonzalo de Abreu y Figueroa, sucesor de Cabrera, lo torturó y ejecutó, para después intentar por dos veces la fundación de una ciudad llamada San Clemente, primeramente en los Valles Calchaquíes y luego en el valle de Lerma; fracasado en ambos intentos, debió abandonar nuevamente esa región. Su sucesor, Hernando de Lerma, dedicó los primeros meses de su mandato a arrestar, torturar y causar la muerte de Abreu. Sólo después marchó al Valle de Lerma, donde fundó finalmente la ciudad de San Felipe de Lerma del Valle de Salta en 1582, a mitad de camino entre los belicosos diaguitas y los también peligrosos omaguacas. Esa ciudad estuvo varias veces a punto de perderse también, hasta que un refuerzo traído por el gobernador Juan Ramírez de Velasco la dotó de tropas suficientes para defenderla.
Durante el gobierno de Lerma llegó a Santiago del Estero fray Francisco de Victoria, primer obispo de la Diócesis del Tucumán, cuya sede residiría en Santiago del Estero hasta 1699, en que sería trasladada a la ciudad de Córdoba. Desde 1590 hasta 1594 misionó entre los indígenas más salvajes San Francisco Solano, que también se esforzó por moralizar y cristianizar las costumbres de los colonos españoles.
En 1591, el gobernador Juan Ramírez de Velasco fundó Todos los Santos de la Nueva Rioja. Al año siguiente fundó Madrid de las Juntas, a orillas del río Pasaje, cerca de Salta, y ordenó trasladar allí la totalidad de la población de Esteco. En 1593, su subordinado Francisco de Argañaraz y Murguía fundó San Salvador de Jujuy, en el mismo sitio que anteriormente habían ocupado Nieva y San Francisco de Álava, en el extremo sur de la Quebrada de Humahuaca.
El siguiente gobernador, Fernando de Zárate – primer gobernador del Tucumán nacido en América– debió enfrentar el alzamiento generalizado de los omaguacas, dirigidos por el cacique Viltipoco, que fueron muy difícilmente vencidos. Al finalizar el siglo, solo los valles Calchaquíes seguían siendo inexpugnables para los españoles, e incluso se había logrado iniciar la conquista del Chaco; durante el siglo siguiente, la primera de estas regiones sería finalmente ocupada, y la segunda se tornaría imposible de colonizar durante casi tres siglos.
Como un hecho simbólico que marcaba un cambio de época, en el mismo año de 1593 en que Zárate era nombrado gobernador del Tucumán, otro nacido en América –Hernandarias– era también nombrado gobernador del Río de la Plata.

## El final delsigloXVI
Al finalizar el siglo XVI, gran parte del territorio de la actual Argentina había sufrido un enorme cambio: la población indígena había iniciado un drástico descenso, que la llegada de nuevos pobladores europeos no alcanzaba a compensar. En total, los habitantes de raza europea y sus descendientes mestizos no sumaban más que unos pocos miles de personas.
La población indígena no había iniciado aún migraciones masivas de importancia, y cada parcialidad estaba ubicada aproximadamente en el mismo sitio en que la habían encontrado los españoles. Sí, en cambio, se habían producido migraciones internas entre los territorios ocupados por parcialidades, tanto forzados por los españoles –que obligaban a los indígenas a reducirse en un número limitado de pueblos– como huyendo de los mismos; así, gran parte de la población de habla cacana o diaguita se había trasladado a los valles Calchaquíes, donde podía defenderse eficazmente de los conquistadores.
Algunas etnias estaban formadas por un número muy limitado de personas, por lo que la presión de la conquista llevó a su rápida extinción; tal fue el caso de los sanavirones, cuya desaparición completa data de comienzos del siglo XVII. Otras comunidades lograron adaptarse bastante rápidamente a la convivencia con los conquistadores y abandonaron en pocas generaciones sus costumbres y su lengua; un caso paradigmático es el de los comechingones, cuyo proceso de adaptación se vio facilitado por el hecho de que no se diferenciaban fácilmente de los «blancos», ya que los varones tenían barbas.
La población española estaba limitada a un conjunto de ciudades, quince en total, diseminadas por un enorme territorio de más de un millón de km². Cada ciudad, diseñada en cuadrícula, contaba con una plaza y una iglesia; las casas de los vecinos principales eran construcciones sencillas de adobe y tejas españolas, con ventanas y postigos de madera, sin vidrios. El resto de la población –y, en las ciudades menores, incluso los vecinos principales– habitaba ranchos de barro y paja, con techo de paja.
Administrativamente, había tres gobernaciones: el Tucumán, el Río de la Plata y el corregimiento de Cuyo, dependencia de la Capitanía General de Chile. Las relaciones entre estos territorios eran muy esporádicas, e incluso los contactos entre ciudades no iban mucho más allá de las órdenes de los gobernadores, los traslados militares y las migraciones. El comercio era prácticamente inexistente, e incluso los materiales metálicos y ropas traídas desde España viajaban junto con sus usuarios.
Las actividades económicas principales eran la agricultura y la ganadería; la primera estaba claramente en manos de siervos indígenas, repartidos en encomienda. La ganadería, en cambio, era una actividad llevada a cabo por propietarios españoles, con asistentes indígenas. En varias zonas, y muy especialmente en Buenos Aires, Entre Ríos y Corrientes, la actividad ganadera estaba limitada a la caza de ganado cimarrón o salvaje; las vacas reemplazarían gradualmente al caballo como objeto de esta caza, pero aún faltaba un tiempo para el desarrollo definitivo de las vaquerías.
También existía una actividad industrial, especialmente de productos textiles, que en un primer momento se dedicaba a proveer internamente a cada ciudad. Sin embargo, desde que en 1569 se registra la primera exportación de productos textiles terminados con destino a Potosí, el comercio en esa dirección irá rápidamente en aumento, y ya en 1585 se registró un ingreso de 25 000 pesos en «lienzos de algodón, alfombras, miel, cera y ropa de indios». Durante los dos siglos siguientes, gran parte de la economía del Tucumán giraría en torno de este comercio hacia el casi inagotable mercado de Potosí.